# Pachydermie
Die Pachydermie (von altgriechisch παχύς pachys „dick, breit“, und δερμα derma „Haut“) ist eine abnormale Verdickung und Verhärtung der Haut oder Schleimhaut durch Hypertrophie des interstitiellen Bindegewebes.
Synonyme sind: Elefantenhaut, Pachyderma
Der Begriff wird auch für Vorstufen (Epithelhyperplasien) des Stimmlippenkarzinoms verwendet.

## Vorkommen
Eine Pachydermie findet sich bei folgenden Grunderkrankungen:
- Cutis verticis gyrata
- Pachydermoperiostose
- Lichen myxoedematosus
- Erythropoetische Protoporphyrie
- Skleromyxödem
- Interarytenoidpachydermie

Sekundär bei chronischem Ödem, bei Elephantiasis, Non-Hodgkin-Lymphom oder Leukämie

## Geschichte
Der Begriff „Pachydermie“ (am Kehlkopf) wurde von Rudolf Virchow im Jahre 1887 geprägt.